# Mitchel Schotman
Mitchel Schotman (15 de junio de 1996) es un deportista neerlandés que compite en ciclismo en la modalidad de BMX. Ganó una medalla de plata en el Campeonato Europeo de Ciclismo BMX de 2021.

## Palmarés internacional
| Campeonato Europeo | Campeonato Europeo       | Campeonato Europeo | Campeonato Europeo |
| Año                | Lugar                    | Medalla            | Competición        |
| ------------------ | ------------------------ | ------------------ | ------------------ |
| 2021               | Heusden-Zolder (Bélgica) | Medalla de plata   | Carrera            |